# Ott Lepland

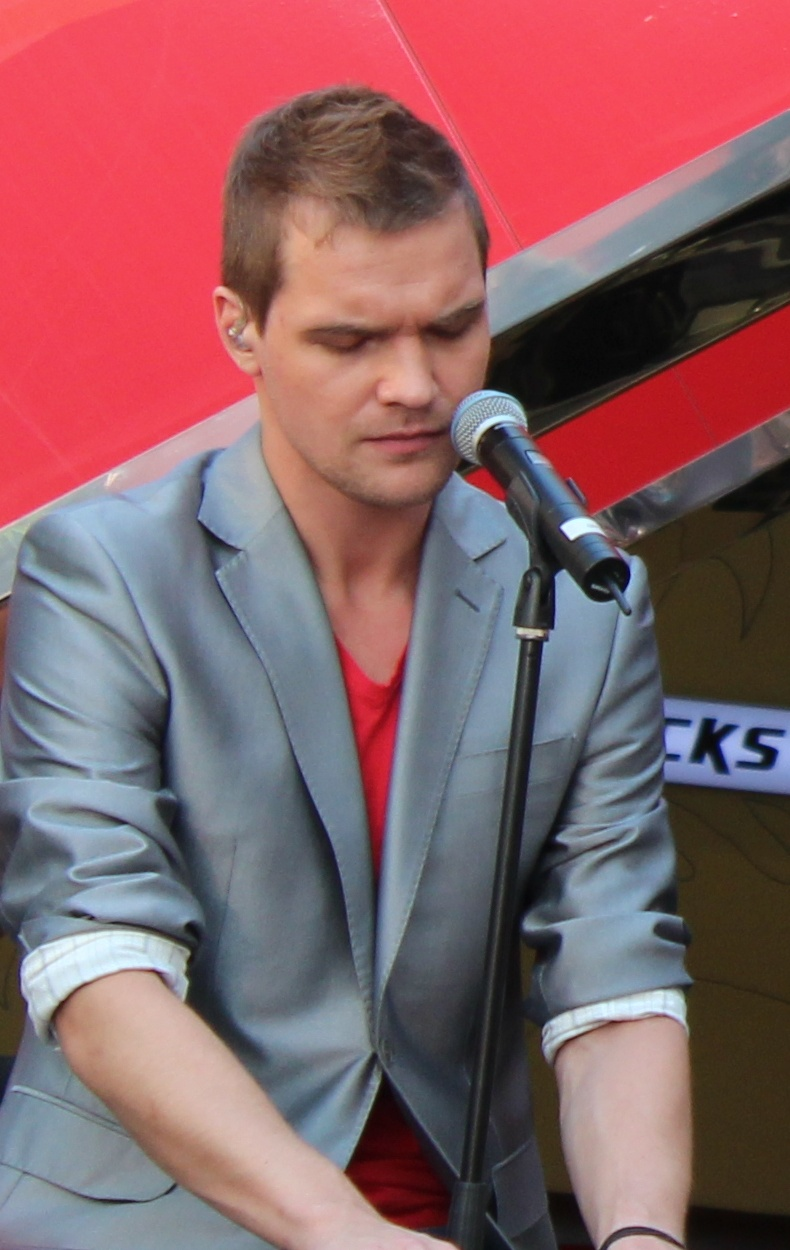
Ott Lepland, 2012

Ott Lepland (* 17. Mai 1987 in Tallinn) ist ein estnischer Sänger. Er vertrat Estland beim Eurovision Song Contest 2012 in Baku (Aserbaidschan).

## Leben und Musik
Ott Lepland steht seit 1995 als Sänger im Rampenlicht. 1995/1996 erschienen vier Kassetten mit (Kinder-)Liedern, die der Junginterpret aufgenommen hatte. Später startete Ott Lepland eine professionelle Jazz- und Popkarriere.
Im Herbst 2009 gewann Lepland die dritte Staffel von Eesti otsib superstaari, der estnischen Ausgabe von „Deutschland sucht den Superstar“. Er gewann 100.000 Estnische Kronen und einen Plattenvertrag mit dem renommierten Label Crunch Industry. 2010 erschien sein erstes Profialbum unter dem Namen Ott Lepland. Ein Jahr später folgte das Album Laulan ma sind (etwa „Ich singe für dich“).
2010 stand Ott Lepland im Kinder- und Jugendtheater von Tallinn im Musical Keskkoolimuusikal auf der Bühne, das auf dem US-amerikanischen High School Musical basiert. Lepland spielte die Rolle des Troy Bolton.
2011 nahm Ott an der TV-Show Laulupealinn (etwa: Hauptstadt des Gesangs) teil, bei der Ott die estnische Stadt Kärdla vertrat. Er trat jede Woche mit anderen Partnern aus Kärdla oder dem Bezirk Hiiumaa auf, einschließlich seiner Großmutter, seinem Neffen und dem örtlichen Chor. Lepland gewann die Show und Kärdla trägt nun den Titel Singende Hauptstadt Estlands.
Am 3. März 2012 gewann Lepland den estnischen Vorentscheid für den Eurovision Song Contest 2012 in Baku. Er vertrat dort Estland mit dem estnischsprachigen Lied Kuula („Höre!“). Die Musik stammt von Ott Lepland, der Text von Aapo Ilves. Am 24. Mai 2012 qualifizierte sich Lepland für das Finale des Song Contests, wo er schließlich mit 120 Punkten den sechsten Platz erreichte.
Ab Februar 2012 war Ott Lepland in Estland auch als Schauspieler im Kino zu sehen. Er spielt eine der Hauptrollen in der estnischen Kriminalkomödie Vasaku jala reede (Regie: Andres Kõpper und Arun Tamm).
Im Dezember 2012 erschien sein drittes Studioalbum Öö mu kannul käib (etwa "Die Nacht folgt mir") und eine Live-DVD "Ott Lepland - ETV Live" mit einem Konzertmitschnitt aus dem russischen Kulturhaus in Tallinn vom 14. November 2012.
Seit 2013 tritt Lepland auch als Teil der Gruppe Vallatud Vestid auf. Die Band, deren Musikstil ein Mix aus Pop, Rock und Folkmusik ist, veröffentlichte im Februar 2013 das erste gemeinsame Album Lugusid meestest ja naistest (Geschichten von Frauen und Männern), aus dem die Single Jõesäng (Flussbett) veröffentlicht wurde. Das zweite gemeinsame Album Kelmid ja pühakud (Gauner und Heilige) erschien im Dezember 2013 und enthält die Single Lumisel teel (Verschneite Straße).
Im Mai 2015 erschien sein viertes Studioalbum Siinpoolne.

## Diskografie

### Alben
- 1995: Oti jõululaulud (Seafarm Recs)
- 1996: Oti suvelaulud (Seafarm Recs)
- 1996: Ott ja valged jänesed (BG Muusik)
- 1996: Ott ja sõbrad (BG Muusik)
- 2010: Ott Lepland (Crunch Industry)
- 2011: Laulan ma sind (Crunch Industry)
- 2012: Öö mu kannul käib (Crunch Industry)
- 2013: Lugusid meestest ja naistest (mit Vallatud Vestid)
- 2013: Kelmid ja pühakud (mit Vallatud Vestid)
- 2015: Siinpoolne (Crunch Industry)

### Singles
- 2009: Otsides ma pean su jälle leidma
- 2010: Süte peal sulanud jää
- 2010: Läbi öise Tallinna (EE: # 1)
- 2010: Üheskoos on olla hea
- 2010: Kohtume jälle
- 2010: Sinuni (mit Lenna Kuurmaa)
- 2011: Öö
- 2011: Tunnen elus end
- 2012: Kuula
- 2012: Imede öö
- 2012: Kodu
- 2012: Maagiline maa
- 2013: Jõesäng (mit Tanel Padar und Jalmar Vabarna als Vallatud Vestid)
- 2013: Planeet oma teel
- 2013: Lumisel teel (mit Tanel Padar und Jalmar Vabarna als Vallatud Vestid)
- 2014: Pool tundi veel
- 2014: Pea meeles head (mit Birgit Õigemeel)
- 2014: Jäädagi nii
- 2014: Värvid (mit Tanel Padar und Jalmar Vabarna)
- 2014: Kiigu ja liugle (mit Tanel Padar, Jalmar Vabarna und der Band Kõrsikud)
- 2015: Ajaga võidu
- 2015: Iga päev

### Videoalben
- 2012: Ott Lepland – ETV Live. DVD